# Stuart Poulter
Stuart Henry Poulter (ur. 20 stycznia 1889 w Sydney, zm. 30 września 1956 w Rockdale) – australijski lekkoatleta, długodystansowiec.
Podczas igrzysk olimpijskich w Sztokholmie (1912), startując w barwach Australazji, nie ukończył biegu maratońskiego.

## Rekordy życiowe
- Bieg maratoński – 2:54:38 (1911)